# Alex Machacek
Alex Machacek (Tulln an der Donau, 1º luglio 1972) è un chitarrista austriaco.

## Biografia
Machacek è nato da una famiglia ceca a Tulln, in Austria. La sua famiglia si era trasferita in Austria negli anni '60.  Ha iniziato a suonare la chitarra all'età di otto anni prendendo lezioni di chitarra classica per sei anni in una scuola di musica a Vienna.
Machacek ha studiato chitarra jazz e educazione jazz al Conservatorio di Vienna, Austria. Ha preso lezioni di percussioni classiche. Successivamente, ha frequentato il Berklee College of Music di Boston per due semestri. Ha vinto il concorso chitarristico europeo Guitar Newcomer 98.
Il suo primo album solista è stato pubblicato nel 1999.

## Discografia

### Da solista
- 1999 - Ourselves
- 2006 - Sic
- 2008 - The Official Triangle Session
- 2010 - 24 Tales

### Con gli UKZ
- 2009 - Radiation

### Con i BPM
- 2001 - Delete and Roll

### Altri album
- 2002 - Virgil Donati - In This Life
- 2004 - Sumitra - Indian Girl
- 2007 - Twilight Archive - Ritual Fiction
- 2010 - Ray Riendau - Atmospheres